# Громов, Пантелей Гаврилович
Пантелей Гаврилович Громов (1910—1945) — участник Великой Отечественной войны, разведчик взвода пешей разведки 212-го гвардейского стрелкового полка 75-й гвардейской стрелковой дивизии 61-й армии 1-го Белорусского фронта, гвардии красноармеец, Герой Советского Союза (1945).

## Биография
Родился 23 ноября 1910 года в дер. Стулово (ныне Ногинского района) Московской области. Учился в школе № 16 пгт. Обухово, работал в колхозе. Отслужив срочную службу в армии, возвратился и продолжал работать в колхозе.
В Красную Армию призван в 1941 году. Разведчик взвода пешей разведки 212-го гвардейского стрелкового полка 75-й гвардейской стрелковой дивизии Громов П. Г. «в ночь с 26 на 27.10.1944 года мужественно производил выявление огневых точек и переднего края обороны противника, автоматным огнём в составе отделения уничтожил расчёт пулемёта противника, чем обеспечил быстрое продвижение пехоты при прорыве обороны противника». Был награждён медалью «За отвагу».
Особо отличился Громов П. Г. при форсировании реки Одер. В представлении к награждению командир 212-го гвардейского стрелкового полка гвардии подполковник Воробьев написал:

В боях на 1-м Белорусском фронте гвардии рядовой Громов П. Г. с группой из трёх человек разведчиков первым форсировал реку Одер. При высадке на западный берег гвардейцы-разведчики были встречены ружейно-пулемётным и миномётным огнём противника, но это не остановило храбрецов. Громов первым с гранатой в руке ринулся вперёд. Он первым ворвался в дом на западном побережье реки Одер, уничтожил при этом 11 гитлеровцев и закрепился в доме в районе деревни Новы-Глинтусы
.
Указом Президиума Верховного Совета СССР от 31 мая 1945 года за мужество и героизм, проявленные при форсировании реки Одер, захвате и удержании плацдарма на её западном берегу гвардии красноармейцу Громову Пантелею Гавриловичу было присвоено звание Героя Советского Союза.
О присвоении ему высокого звания Громов не узнал. 25 апреля он был тяжело ранен в уличных боях и в тот же день умер в хирургическом полевом подвижном госпитале № 473 в местечке Цахов (ныне Чахув, гмина Цедыня Грыфинского повята Западно-Поморского воеводства Польши), где и был первоначально похоронен. В начале 1950 года воинские захоронения из Чахува были перенесены на воинский мемориал в Хойну.

## Награды
- Медаль «Золотая Звезда» № ---- Героя Советского Союза (31 мая 1945);
- орден Ленина;
- медаль «За отвагу».

## Память
- В родной дер. Стулово П. Г. Громову поставлен памятник.
- Его имя носила пионерская дружина школы № 23 Обухово.